# Дуваней
Дуваней (баш. Дыуанай) — племя в составе нижнебельской группы башкир.

## Этническая история
Название дуваней (в источниках «Дуванейская» волость) является русифицированной формой башкирского дуван. Этническая история носителей родовых имён дуван и дуваней тесно связана с табынской родо-племенной группой.

## Расселение
В первой четверти XVIII века земли дуванейцов граничили на западе с Кыр-Еланской волостью, на северо-западе и юге — с канлинскими вотчинами, на севере — уходили в леса «Осинской дороги на реке Бирь», достигая «межи Таныпской волости» и «межи Сибирской дороги».
Юго-западными соседями были каршинцы, с которыми сохранился документ о размежевании земель между Каршинской и Дуванейской волостями.
К середине XVIII века дуванейцы растеряли правобережные земли, а к концу века земли к югу от реки Белой — основной район расселения.
В первой половине XIX века дуванейцы подчинялись юртовым старшинам и кантонному начальнику 12-го башкирского кантона. К этому времени на реке Белой у них осталось лишь несколько деревень.
Дуванейская волость в трёх уездах имела 131 431 десятину вотчинной земли. На её территории находились следующие башкирские поселения: Аблаево, Ихсаново, Рапатово, Калмашбашево, Старокалмашево и Новокалмашево, Каратяки, Шум(л)кеево, Кундушли, Расмекеево, Бакаево, Азино, Саитово, Байталлы Мавлютово и другие.